# Miradal

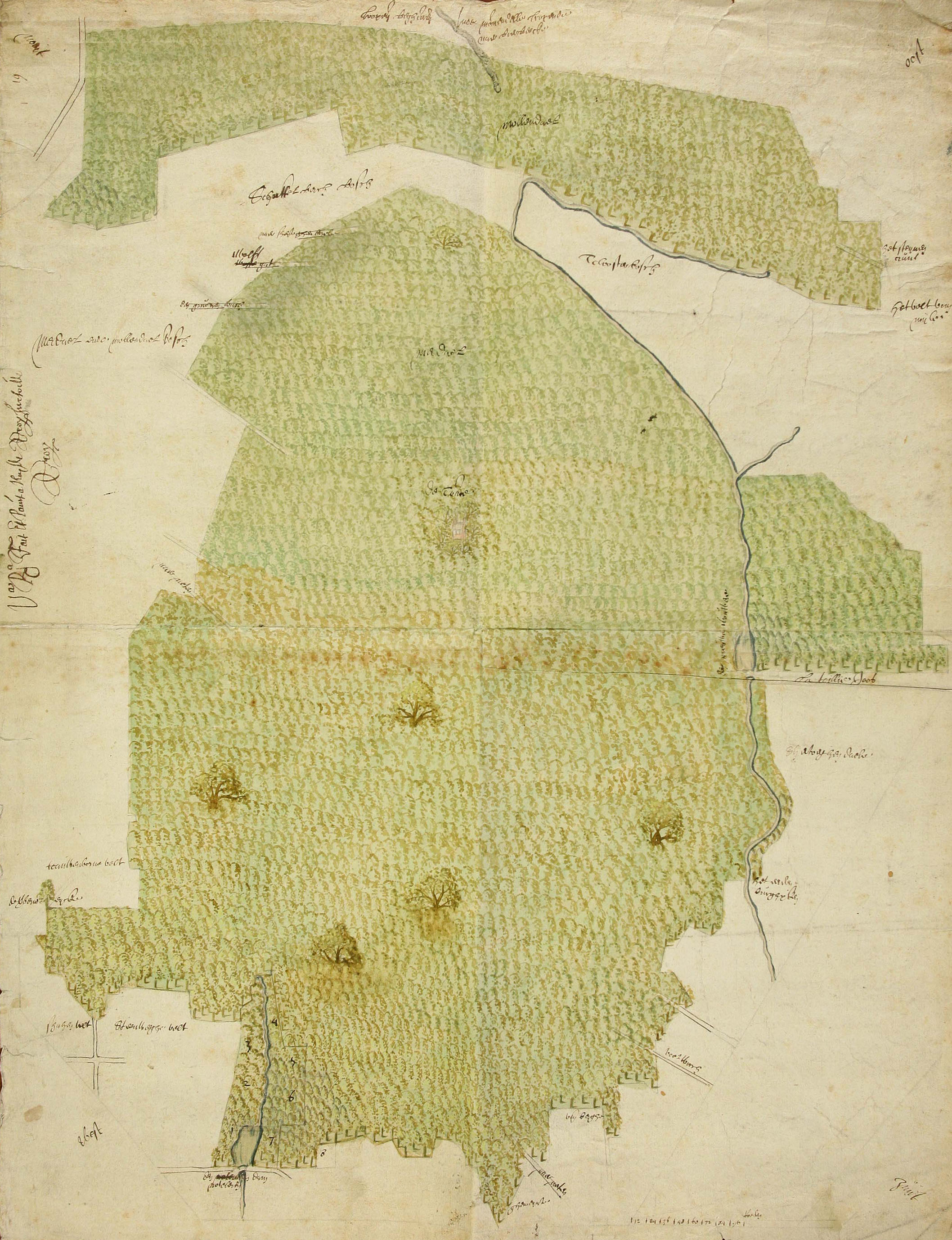
Miradal/Meerdaalwoud volgens een kaart uit circa 1598

Miradal is een plaatsnaam die opduikt in een pauselijke oorkonde uit 1146 welke de 'beschermde bezittingen' van het kapittel van Sint-Jan-de-Evangelist te Luik vermeldt. 
De oorspronkelijke zinsnede curtem nethenes cum ecclesia et pertinentiis suis et adjacente silva de miradal betekent zoveel als: het hof van Nethen met de kerk en zijn aanhorigheden samen met het aangrenzende bos van Miradal. Met andere woorden: het bos van Miradal bevond zich op en nabij het grondgebied van het middeleeuwse Nethen en hoorde toe aan het Sint-Janskapittel.

## Silva de Miradal
De precieze betekenis van de plaatsnaam Miradal is onbekend, al verwijst de derde lettergreep ervan duidelijk naar een natte vallei of een laagte in een hoogvlakte. Tot dusver blijft echter onduidelijk of Mira verwijst naar een eigennaam of naar een landschapskenmerk. Het Latijnse woord silua (silva) wordt gewoonlijk gemakshalve vertaald door ‘bos’ of ‘woud’, zonder erbij stil te staan hoe een dergelijk landschap er ten tijde van de naamgeving werkelijk uitzag. Bijvoorbeeld over de omvang, de dichtheid en de structuur ervan is vrijwel niets bekend. Over één zaak bestaat wel zekerheid: in zo’n landschap stonden bomen en die moeten redelijk dominant geweest zijn. Door dit overheersende trekje van de bomen onderscheidt het begrip silva zich van de historische term foreest, die in de eerste plaats naar een jachtgebied verwijst en ook open terreinen kan omvatten.

## Meerdaalwoud
Silva de miradal leeft vandaag verder als het Meerdaalwoud: een bosgebied op een lemige hoogvlakte tussen de waterlopen de Dijle en de Nethen, op het grondgebied van de fusiegemeenten Oud-Heverlee (Sint-Joris-Weert), Bierbeek, Grez-Doiceau (Nethen) en Beauvechain (Hamme-Mille). Het is evenwel onbekend in hoeverre de middeleeuwse bosgrenzen samenvallen met het huidige. Interdisciplinair onderzoek suggereert dat het grootste deel van het huidige Meerdaalwoud grotendeels onafgebroken bebost is geweest sinds de middeleeuwen. Archeologische, bodemkundige en geomorfologische waarnemingen geven dan weer aanwijzingen voor een plaatselijk ander bodemgebruik dan bos tijdens de nieuwe steentijd, de bronstijd, de ijzertijd en de Gallo-Romeinse periode.